# Polycentropus neiswanderi
Polycentropus neiswanderi är en nattsländeart som beskrevs av Ross 1947. Polycentropus neiswanderi ingår i släktet Polycentropus och familjen fångstnätnattsländor. Inga underarter finns listade i Catalogue of Life.